# Natri uranat
Natri uranat là một hợp chất hóa học vô cơ có công thức Na2UO4. Hợp chất này tồn tại dưới trạng thái là các tinh thể màu vàng, gần như không tan trong nước. Na2UO4 có tính phóng xạ.

## Điều chế
- Ở trạng thái vô định hình, natri uranat có thể được điều chế bằng cách cho urani(V,VI) oxit (1:1) tác dụng với natri clorat, hay phân hủy phức natri tetraxetatouranylat(VI) Na2UO2(C2H3O2)4.[1]
- Ở trạng thái tinh thể, natri uranat có thể được điều chế bằng cách cho ít urani(V,VI) oxit (1:1) tác dụng với muối ăn nóng chảy hay hòa tan muối natri uranat ở trạng thái vô định hình vào muối ăn nóng chảy, rồi kết tinh lại.[1]

## An toàn
Urani có tính phóng xạ, và phần lớn các hợp chất của nó có tính độc rất cao. Do đó, khi sử dụng muối này (cũng như các muối urani khác) đều phải hết sức thận trọng.